# Zdobycie władzy
Zdobycie władzy – pierwsza powieść Czesława Miłosza, napisana latem 1952, opublikowana w 1953 w języku francuskim (La prise du pouvoir) oraz w oryginale polskim w 1955 przez Instytut Literacki w Paryżu, jako 9 tom Biblioteki „Kultury”. Pierwsze oficjalne wydanie krajowe ukazało się  w 1990.
Akcja powieści rozgrywa się w latach 1944-1948 i przedstawia  proces instalacji władzy komunistycznej w Polsce, polegający na ubezwłasnowolnieniu społeczeństwa przemocą i strachem. Utwór koresponduje z traktatem Zniewolony umysł pokazując złożone motywacje inteligenckich bohaterów prowadzące do wymuszonej zgody na narzucony odgórnie porządek. Powieść składa się z dwóch części:
- Lato 1944 roku
- Aż do Elby

Rękopis utworu znajduje się w archiwum Czesława Miłosza zdeponowanym w zbiorach Biblioteki Rzadkich Ksiąg i Rękopisów im. Beinecke’ów (Uniwersytet Yale) w New Haven. Kserokopię autografu posiada Społeczny Instytut Wydawniczy „Znak” w Krakowie.

## Europejska Nagroda Literacka
Książka napisana została na konkurs literacki ogłoszony z inicjatywy Centre Européen de la Culture przez Communauté des Guildes du  Livre (rodzaj klubów związkowych) w Szwajcarii w 1952. Międzynarodowe jury w składzie Gottfried Benn, Elizabeth Bowen, Hagmud Hansen, Salvador de Madariaga, Gabriel Marcel, Hans Oprecht, Denis de Rougemont oraz Ignazio Silone na posiedzeniu w Genewie 24 marca 1953 spośród 356 prac zgłoszonych na konkurs wybrało dwa utwory. Europejską Nagrodę Literacką (Prix Litteraire Européen) otrzymali  ex aequo niemiecki pisarz Werner Warsinsky (1910-1992) za powieść wojenną Kimmerische Fahrt (Stuttgart 1953) oraz Czesław Miłosz za Zdobycie władzy. W 1953 r. ukazały się trzy edycje francuskojęzyczne powieści (La prise du pouvoir) nakładem wydawnictw: Gallimard (Paryż), Le Club Français du Livre (Paryż) oraz La Guilde du Livre (Lozanna). Powieść na język francuski przełożyła przyjaciółka Miłosza, Szwajcarka polskiego pochodzenia Jeanne Hersch, filozofka, uczennica Karla Jaspersa, później profesor Uniwersytetu Genewskiego. Recenzje powieści ukazały się m.in. w czasopismach: „Books Abroad” (po zmianie nazwy „World Literature Today”), „Library Journal”, „Chicago Sunday Tribune”, „The Polish Review”, „The Minesota Review”, „Wiadomości” (Londyn), „Życie” (Londyn).

## Powieść z kluczem
Zdobycie władzy to typowa powieść z kluczem personalnym. Pod fikcyjnymi postaciami kryją się rzeczywiste postaci z realnej historii Polski lat okupacji i okresu stalinizmu. Twórca machiny propagandowej major Baruga – to Jerzy Borejsza. Wintera i Wolina łączą podobieństwa z Jerzym Putramentem i gen. Karolem Świerczewskim. Prawicowy działacz polityczny i ideolog Michał Kamieński wzorowany jest na Bolesławie Piaseckim. Satyryk Bunio podobny jest do Janusza Minkiewicza, a młody pisarz żydowski Bruno do Adolfa Rudnickiego. Główny bohater utworu Piotr Kwinto wzorowany jest na postaci poety i eseisty Pawła Hertza.

## Wydania polskie
- Paryż: Instytut Literacki, 1955, 1980, 1987
- Paryż: Stowarzyszenie Budowniczych Polski Ludowej im. Wandy Wasilewskiej. Sekcja Paryż, 1955.[5]
- Warszawa: Niezależna Oficyna Wydawnicza NOWA, 1980
- Kraków: KOS,1980
- Suwałki: Oficyna Wydawnicza NSZZ “Solidarność”. Region Pojezierze, 1981
- Kraków: [b. m.], 1981
- Warszawa: Wydawnictwo Recto, 1989
- Olsztyn: Wydawnictwa Pojezierze, 1990.
- Kraków: Znak, 1999
- Warszawa: Świat Książki, 2007.

Trzy rozdziały powieści zostały opublikowane w krakowskim tygodniku „Życie Literackie” (1956, nr 52/53).

## Przekłady na języki obce
- La prise du pouvoir, Lausanne: La Guilde du Livre, 1953
- La prise du pouvoir, Paryż: Le Club Français, 1953; Paryż: Gallimard, 1953, 1981
- Das Gesicht der Zeit, Zurych: Büchergilde Gutenberg, 1953
- Das Gesicht der Zeit. Roman, Stuttgart: Europäischer Buchklub, 1953
- El poder cambia de manos, Barcelona: Ediciones Destino, 1955
- Sattano Kabio, Bombaj: Tarachaud Ravani, Ahmedabad, 1955 (jęz. gudżarati)
- The Usurpers, London: Faber and Faber, 1955
- The Usurpers, New York: British Book Service, 1955
- Cārāhi vāttā, Bombaj: Nava-Lakhan, 1958 (jęz. marathi)
- Gill – kyôju no kodoku, Tokio: Kagamiura Shobô, 1958; Tokio: ShinchoSha, 1958
- Adhikaram pidichedukkal, Alleppey: Vidyarambham Press, 1959 (malaj.)
- Kekuasaan jang dibekukan, Dżakarta: Immajority, 1959
- Gweonryeog-eui Jang-ag, Seul: Munhwyseojeog, 1982
- Maktövertagandet, Sztokholm: Bromberg, 1982
- Osvajanje vlasti, Belgrad: Narodna Knjiga, 1983
- Erobringen av makten, Oslo: Oktober, 1983
- El poder cambia de manos, Barcelona: Orbis, 1983, 1984, 1985
- Osvajanje vlasti, Beograd: Narodna Kniga, 1983
- A tomada do poder, Lisboa: Publicaçōes Dom Quixote, 1987
- A tomada do poder, Rio de Janeiro: Nova Fronteira, 1988
- A hatalom megragadasa, Budapest: 2000/Szazadveg, 1993
- Prevzem oblasti, Lublana: Nova Revija, 2003.